# Новиков, Лев Евгеньевич
Лев Евге́ньевич Но́виков (род. 7 февраля 1958, Саратов, СССР — 7 ноября 2007, Москва, Россия) — советский и российский стилист, парикмахер, визажист и художник по гриму, фотограф, модельер.

## Биография
Родился Саратове в 1958 году. В семье Л. Новикова дед, прадед и прапрад были также парикмахерами, которые владели собственными салонами в Саратове. В школе посещал кинофакультатив, где познакомился с творчеством А. Тарковского, И. Бергмана, Б. Бертолуччи, Ф. Феллини. Позже Л. Новиков назовёт данный опыт «художественной подготовкой, неким багажом для моей профессии».
В юности интересовался модой: мечтал поступить в технологический институт и стать художником-модельером. В 15 лет Л. Новиков показал свои эскизы нарядов модельеру В. Зайцеву, однако поддержки в его лице не нашёл. Он принял решение поступить в Саратовский государственный университет на филологический факультет, который бросит через полтора года.
В 1983 году получил профессиональное образование парикмахера и принял решение переехать в Москву.

### 1980-е годы
С 1983 года стал работать в салоне на Котельнической набережной. Среди первых клиентов Новикова были балерина Г. Уланова, режиссёр Н. Сац, актрисы театра и кино М. Ладынина и Н. Мордюкова..
В 1985 году Л. Новиков работает в роли стилиста на итальянском шоу «Una Canzone Per la Pache» в Москве, его клиентами становятся участники фестиваля Сан-Ремо, среди которых артисты Р. Фольи, М. Фиордализо, А. Окса, Э. Рамаццотти, участники популярных групп Matia Bazar и Ricchi e Poveri. В 1986 году работает на международном телевизионном фестивале песни в Польше.
В конце 1980-х годов Л. Новиков начинает активно работать в театральной сфере. Его первой работой стал спектакль «Служанки» в постановке Р. Виктюка, для актёров которого Новиков разработал сложный грим, отсылающий к исполнителям театра кабуки.
По мнению А. Шендеровой из газеты «Коммерсантъ», «лица актёров стараниями визажиста Л. Новикова превращались в произведения гримерного искусства. Зал не только пьянел от ароматов пряного порока, но захлебывался в атмосфере непривычной, вызывающей свободы.». И. Сыромятникова в книге «Искусство грима и причёски» подчёркивала, что работая над постановкой Л. Новиковым «в гримёрном [искусстве] были найдены новые приёмы художественного создания образа. Выразительные грим-маски актёров стали своеобразной визитной карточкой спектакля, его уникальной аурой.».В 2020-х годах эксперты выражали мнение, что костюмы А. Коженковой и грим Л. Новикова для «Служанок» явили «пример драматически-пластического театра, презревшего условности вроде привычного гендерного принципа распределения ролей.» Премьера спектакля состоялась 17 сентября 1988 года в театре Сатирикон, получив значительный успех как у зрителей, так и у критиков, которые провозгласили «Служанок» манифестом новой театральности. Грим к спектаклю был отмечен специальным призом Международного театрального фестиваля в Венесуэле.
Популярность «Служанок» способствовала повышенному интересу к творчеству Л. Новикова: в 1990 году выступил в роли художника по гриму в следующей постановке Р. Виктюка «Дама без камелий», премьера которого состоялась в Театре имени Е. Б. Вахтангова. Не менее заметным стало участие Л. Новикова в роли художника по гриму в постановках «Мелкий бес» (1990), «М. Баттерфляй» (1991), «Лолита» (1992), «Двое на качелях» (1993), «Самоубийство влюблённых на острове Небесных сетей» (1995), «Пещерные люди» (1995) и «Лицо» (1996).
Одним из первых клиентов Л. Новикова из сферы шоу-бизнеса становится музыкант Б. Моисеев, с которым стилист с 1988 года работает над музыкальными клипами и концертными программами.. Он принимал участие в роли художника по гриму для наиболее популярных хитов Б. Моисеева, в числе которых «Голубая луна» (1997) и «Звёздочка» (1999). В клипе на песню «Голубая луна» Л. Новиков появился в эпизодической роли. Сам Б. Моисеев на протяжении многих лет поддерживал близкую дружбу с Л. Новиковым и считал его «человеком, который умеет создать звезду и из мужчины, и из женщины. Звезду как образ, как стиль, как тенденцию. Я люблю его как художника и безумно счастлив, что он создал меня.»

### 1990-е годы
В 1990-х годах Л. Новиков более активно сотрудничает с популярными актёрами, телеведущими и моделями, среди которых К. Орбакайте, И. Понаровская, Э. Курмангалиев, Ж. Агузарова, С. Ротару, В. Леонтьев, К. Орбакайте, К. Меладзе и В. Меладзе, Л. Долина. Не менее запоминающейся была коллаборация Л. Новикова с ведущими телеканала НТВ, где он работал над имиджем Л. Парфёнова, Т. Лазаревой и И. Демидова. Разработанный Л. Новиковым брутальный образ И. Демидова в тёмных очках для программы «МузОбоз» стал культовым. В 1994 году Л. Парфёнов получил награду как «самый элегантный телеведущий».
В 1991 году Л. Новиков работает на Бродвее в качестве мастера по волосам и художника по гриму на гастролях Московского цирка в Нью-Йорке. Шоу «Цирк Валентин» в постановке В. Гнеушева с успехом прошло в театре Гершвин. В Америке Л. Новиков участвует в съёмках популярного шоу Д. Леттермана и сотрудничает с брендами Guess и Benetton.
Середина 1990-х ознаменуется сотрудничеством с российским модельером И. Чапуриным, Л. Новиков помогал создавать образы для его показов и работал в роли визажиста. В этот период они работают вместе на программе о высокой моде «Подиум Д’Арт»: Л. Новиков в роли визажиста, а И. Чапурин — стилиста.
Осенью 1996 года работает в роли визажиста и парикмахера на открытии бутика итальянского модельера И. Голицыной «Galitzine Haute Couture», а также её первом модном показе в Колонном зале Доме Союзов. В этом же году Л. Новиков начинает работу в роли художника по гриму на совместном проекте журнала Cosmopolitan и компании Estée Lauder. В этом же году он становится главным консультантом представительства Estée Lauder в России. Актриса театра К. Маршанская включила Л. Новикова в число героев книги «Сон Пьеро» — сборник интервью-портретов деятелей театрального искусства.
Во второй половине 1990-х Л. Новиков пробует себя в роли художника по гриму в кино. Одной из первых картин становится «Бред вдвоём» (1995) с Л. Ахеджаковой и Г. Хазановым в главных ролях. В 1996 году разрабатывает грим для картины Р. Хамдамова «Вокальные параллели» (2005), съёмки которого продолжались на протяжении девяти лет. Предложенный Л. Новиковым макияж «с тонкими бровями и кроваво-красными губами» в духе актрисы Г. Гарбо станет неотъемлемой частью образа Р. Литвиновой.

### 2000-е годы
В 2001 году дебютировал как модельер и представил свою первую коллекцию на «Fusion Week. Pret-a-porter. Новое тысячелетие». Коллекция получила положительные отзывы экспертов, которые посчитали дебют «льющей через край роскошью, холеностью и сексуальностью». К. Мелкумян из газеты «Московский комсомолец» выразила позитивное мнение о коллекции Л. Новикова, сравнив дефиле со «слётом принарядившихся валькирий на Лысой горе». «По-восточному яркие и откровенные одежды, развевающиеся над подиумом разноцветные ленты и полуметровые волосы моделей, невеста в венке из головок чеснока и раскованная пластика манекенщиц, получавших явное удовольствие от показа (впрочем, как и большинство зрителей)», — отмечали в издании..
В 2002 году представил коллекцию «Подруги…». Е. Кушнир из издания «Нож» описала коллекции как «очень красивые вариации на тему декаданса, на пару десятилетий опередившие свое время с его минимализмом, целлофаном и аляповатостью а-ля рюс, которой увлекались многие модельеры».
В последние годы жизни занимался фотографией и преподаванием. Большую часть его фоторабот составляли портреты А. Демидовой, Т. Васильевой, О. Меньшикова, Р. Литвиновой и К. Орбакайте.

### Смерть и похороны
7 ноября 2007 года скончался на 49 году жизни от кровоизлияния в мозг. Тело Л. Новикова было кремировано, прах развеян над Волгой в Саратове.
В декабре 2007 года актриса А. Демидова, которую с Л. Новиковым связывала многолетняя дружба, организовала выставку памяти в галерее «Дом Нащокина».
В 2008 году стал героем передачи О. Пушкиной «Женский взгляд», интервью для которой было записано в 2002 году. В декабре 2014 года творчеству Л. Новикова была посвящена фотовыставка «Русские самородки в истории куафёр» в рамках XX Благотворительного шоу «Кино+Подиум» в Перми. В 2015 году топ-модель И. Дмитракова почтила память Л. Новикова, организовав показ «Ушедшие легенды российской fashion-индустрии» на Estet Fashion Week. По мнению визажиста А. Шилкова, Л. Новиков помог сформировать сильную школу макияжа в России.
Р. Г. Виктюк:

Первый и единственный раз мне встретился человек, который сумел соединить режиссёрский поиск и авторское видение лица персонажа. Когда он пропускал все через себя, тогда на лице артиста, появлялся грим, сравнимый с иконным ликом.— 2007